# رابرت آلتر
رابرت آلتر (انگلیسی: Robert Alter؛ زادهٔ ۱۹۳۵) مترجم، منتقد ادبی، روزنامه‌نگار، و استاد دانشگاه اهل ایالات متحده آمریکا است.
وی همچنین برندهٔ جوایزی همچون کمک‌هزینه گوگنهایم شده‌است.